# Константин Диоген
Константин Диоген (греч. Κωνσταντῖνος Διογένης; X век — 1032, Константинополь) — выдающийся византийский военачальник начала XI века, действовавший на Балканском полуострове. Отец императора Романа IV Диогена.

## Биография
Константин Диоген — представитель знатной каппадокийской семьи Диогенов, которая играла важную роль в Византии XI века. Константин начал свою карьеру в качестве командира одной из западных тагм во время правления Василия II (ок. 976—1025), в кампаниях против Болгарии. В 1014 году он участвовал в битве при Клейдионе, которая окончилась решающей для Византии победой. Он занял пост командующего Фессалоники в звании патрикия. В 1018 году ему было поручено зачистить последние оставшиеся центры болгарского сопротивления. Он взял Сирмий и был назначен его архонтом, а его власть распространялась на вассальное сербское государство Рашка. Возможно, его официальным званием было «стратег Сербии», о чём свидетельствует приписываемая ему печать. Василий II приказал Диогену покорить воеводу Сермона, вассала болгарского царя Самуила, чтобы усилить византийский контроль над северными Балканами. Диоген пригласил Сермона на встречу в устье реки Савы, притока Дуная, но это была ловушка: Сермон был захвачен и убит.
Приблизительно в 1022 или 1025 году Константин стал стратегом-автократором покорённой Болгарии. Он отразил крупное вторжение печенегов в 1027 году. В том же году он был отозван на юг в Фессалоники, но сохранил, по крайней мере номинально, свою должность полководца Византии, что подтверждается другой печатью, в которой он именуется «антипатом, патрикием и дуксом Фессалоники, Болгарии и Сербии».
Константин был женат на безымянной дочери Василия Аргира, брата императора Романа III Аргира (ок. 1028—1034). В 1029 году его вместе с другими видными балканскими генералами обвинили в сговоре с Феодорой против императора. Он был переведён на восток в должности стратега Фракийской фемы, но вскоре после этого отозван в Константинополь, где был заключён в тюрьму, а затем ослеплён. Сама Феодора была пострижена в монахини, но она, видимо, продолжала сговор с Диогеном, который планировал воспользоваться отсутствием Романа, чтобы сбежать на Балканы. Митрополит Фессалоники передал Роману эту информацию, и заговорщики были арестованы. Диоген был доставлен в Большой Влахернский дворец для допроса Иоанном Орфанотрофом, но предпочёл совершить самоубийство, чем сдать своих собратьев-заговорщиков под пытками.
Сын Константина, Роман Диоген, стал известным полководцем и в конце концов стал императором Византии, правившим в 1068—1071 годах.